# Caso Olmedo Bustos y otros vs. Chile
El caso Olmedo Bustos y otros vs. Chile, denominado también caso “La última tentación de Cristo” fue una sentencia dictada por la Corte Interamericana de Derechos Humanos el 5 de febrero de 2001, la cual debía resolver acerca de si hubo violación por parte del Estado de Chile respecto a los artículos 12 y 13 de la Convención Americana sobre Derechos Humanos, correspondientes a la libertad de conciencia y de religión y libertad de pensamiento y de expresión por la censura del filme cinematográfico La última tentación de Cristo.

## Resumen del caso
La cinta se había procedido a censurar, supuestamente, por estar afectando los valores y principios de algunas personas vinculadas con el catolicismo. La película fue prohibida durante la dictadura de Pinochet. El Consejo de Calificación cinemátográfica reformó las decisiones tomadas acerca de la censura que existió durante la dictadura y decidieron permitir la visualización de la película.
Un grupo de abogados y personas que se sentían afectadas por el mensaje que transmitía la película, presentaron un recurso de protección ante la Corte de Apelaciones De Santiago, escucharon los argumentos que tenían ellos para darles y se dieron cuenta de que prohibir la película consistía en la censura inmediata, ya que esto era violar la garantía a los tratados internacionales de libertad de expresión. Fue así como la Corte de Apelaciones pudo resolver este problema de ser prohibida la cinta cinematográfica.
Gracias a esto, la Corte Interamericana apuntó que se había violado el derecho a la libertad de expresión por parte de Chile y condenaron a este a que reformara su constitución. Se implantó un consejo de calificación el cual sería el encargado de clasificar las películas a través de su contenido por límites de edad.

## Sentencia
El escrito de 15 de febrero de 2002 y su anexo, mediante el cual la Comisión solicitó a la Corte que: declarara el incumplimiento, por parte del Estado, de la sentencia de 5 de febrero de 2001; reiterara al Estado su obligación de modificar su ordenamiento jurídico interno; solicitara a Chile que presentara información sobre las gestiones realizadas al efecto, y permitiera la exhibición de la película “La Última Tentación de Cristo”. El escrito de 27 de febrero de 2002, mediante el cual las víctimas consideraron que “no se había dado cumplimiento a ninguno de los presupuestos del numeral 4º de la parte resolutiva de la sentencia, no se había eliminado la censura cinematográfica, no se había permitido la exhibición de la película ‘La Última Tentación de Cristo’ y no se había modificado el ordenamiento jurídico para lograr dichos fines, habiendo transcurrido evidentemente más de un plazo razonable para lograrlo”. El escrito de 11 de abril de 2002, el cuarto informe del Estado de 20 de agosto de 2002, el escrito de 24 de septiembre de 2002 y su anexo, el escrito de 24 de septiembre de 2002 y su anexo y el informe adicional del Estado de 7 de abril de 2003, mediante el cual señaló que el 9 de enero de 2003 la película “La Última Tentación de Cristo” fue recalificada por el nuevo Consejo de Calificación y quedó comprendida dentro de la categoría “para mayores de 18 años”. La empresa encargada de la distribución en Chile de la película “La Última Tentación de Cristo”, United International Pictures, realizó la avant premier el 11 de marzo de 2003 en la sala del Cine Arte Alameda en Santiago, donde se exhibe “desde entonces para todo público mayor de 18 años. Gracias a dichos informas, siendo los más importantes, se logró el cometido el cumplimiento de la sentencia en un plazo razonable para lograrlo. 

### Hechos previos
La película “La última tentación de Cristo” (prohibida en 1988 durante la dictadura de Pinochet) es aprobada por el Consejo de Calificación Cinematográfica para su exhibición para mayores de 18 años, el 11 de noviembre de 1996.
Sin importar la sentencia del Consejo de Calificación Cinematográfica un grupo llamado El Porvenir de Chile, corporación moralista cercana al Opus Dei, bloqueó una exhibición comercial del filme que estaría pautada para el jueves 21 de noviembre de 1996. En los siguientes días agrupaciones conservadoras llevaron un recurso a la Corte Suprema solicitando de nuevo la censura del film durante el mandato presidencial de Eduardo Frei Ruiz-Tagle. La Iglesia Católica públicamente rechazó la exhibición de La Última tentación de Cristo por atentar contra las Sagradas Escrituras, pero ellos atentaban contra la libertad de expresión 
Posteriormente es enviado a la Corte de Apelaciones de Santiago un recurso de protección por parte de los abogados Sergio García Valdés, Vicente Torres Irarrázabal, Francisco Javier Donoso Barriga, Matías Pérez Cruz, Jorge Reyes Zapata, Cristian Heerwagen Guzmán y Joel González Castillo, que es resuelto el 20 de enero de 1997, estableciendo que se deja sin efecto la resolución del Consejo de Calificación Cinematográfica.
Esa sentencia de la Corte de Apelaciones de Santiago fue apelada manteniendo la censura de la película, y finalmente la Corte Suprema de Chile dictó una sentencia el 17 de junio de 1997, confirmando la sentencia de la Corte de Apelaciones de Santiago.
Es por esto que se recurre a la Corte IDH.

### Demanda ante la Corte Interamericana de Derechos Humanos
El 15 de enero de 1999 la Comisión Interamericana de Derechos Humanos sometió ante la corte una demanda contra la República de Chile que se originó en una denuncia (No. 11.803) recibida en la secretaría de la Comisión el 3 de septiembre de 1997. En su demanda, la Comisión invocó los artículos 50 y 51 de la Convención Americana sobre Derechos Humanos y los artículos 32 y siguientes del reglamento. La Comisión sometió este caso con el fin de que la Corte decidiera si hubo violación, por parte de Chile, de los artículos 13 (libertad de pensamiento y de expresión) y 12 (libertad de conciencia y de religión) de la Convención. Asimismo, la Comisión solicitó a la corte que, como consecuencia de las supuestas violaciones a los artículos antes mencionados, declare que Chile incumplió los artículos 1.1 (obligación de respetar los derechos) y 2 (Debe adoptar disposiciones de derecho interno) de la misma. Según la demanda, dichas violaciones se habrían producido en perjuicio de la sociedad chilena, y de Juan Pablo Olmedo Bustos, Ciro Colombara López, Claudio Márquez Vidal, Alex Muñoz Wilson, Matías Insunza Tagle y Hernán Aguirre Fuentes, producto de la censura de la película en cuestión, por la sentencia de la Corte Suprema de Chile con fecha 17 de junio de 1997.

## Alegatos de la comisión
La comisión alegó que el artículo 19 número 12 de la constitución política de chile permite la censura en la exhibición y publicidad de producciones cinematográficas. Además, el poder ejecutivo, a través del consejo de calificación cinematográfica, ha establecido en múltiples oportunidades censuras a la exhibición de películas. En este sentido, el Poder Judicial ha privilegiado el derecho al honor en perjuicio de la libertad de expresión.
La prohibición de la exhibición de la película por parte de la Corte de Apelaciones de Santiago, ratificada por la Corte suprema de Justicia, viola el artículo 13 de la convención, ya que este señala que el ejercicio de la libertad de pensamiento y de expresión no puede estar sujeto a censura previa. Además, el objeto de esta norma es proteger y fomentar el acceso a la información, a las ideas y expresiones artísticas de toda índole y fortalecer la democracia pluralista.

### Competencia
Al ser Chile un estado parte de la CADH desde el 21 de agosto de 1990, este último se encuentra en posición de ser competente para conocer el caso.

### Cronograma del procedimiento
- El 3 de septiembre de 1997 se recibe la demanda interpuesta por la Asociación por las Libertades Públicas, y se le comunicó al Estado de Chile la denuncia, para que éste respondiera en un plazo de 90 días.
- El 8 de enero de 1998, el Estado de Chile presenta su respuesta, replicando los demandantes el 23 de febrero de 1998.
- Luego de otorgarse una prórroga para el Estado de Chile, responde a la réplica el 16 de junio de 1998.
- El 27 de febrero de 1998 se celebra audiencia, en la cual no acude el Estado de Chile.
- El 19 de mayo de 1998 se evacúa un informe que declara el caso como admisible.
- El 22 de junio de 1998 la comisión trata de llegar a una solución amistosa, lo cual no se logró.
- El 29 de septiembre de 1999 la comisión aprueba un informe concluyente "Informe No. 69/98".

### Conclusión del informe No. 69/98.
- La sentencia de la Corte de Apelaciones de Santiago y su confirmación por la Corte Suprema de Chile son incompatibles con las disposiciones de la CADH y violan las disposiciones de sus artículos 1 y 2.
- El Estado chileno dejó de cumplir con su obligación de reconocer y garantizar los derechos contenidos en los artículos 12 y 13 de la CADH.
- Cuando esto sucede, es el Estado quien está obligado de acuerdo al artículo 2 a adoptar las medidas legislativas necesarias para restablecer el imperio del derecho y hacer efectivos los derechos y libertades garantizados por la CADH.
- El Estado chileno no dio cumplimiento a este punto anterior.
- El fallo de los ministros Alfredo Pfeiffer Ritcher y Juan Guzmán revierte la disposición del Consejo de Defensa del Estado de dar la película y excluyen la posibilidad de que la entidad estudie nuevamente sus pronunciamientos. Por ello el Consejo de Defensa del Estado decidió apelar a la Corte Suprema.
- El consejo decidió reclamar con el objeto de amparar la potestad del Consejo de Censura Cinematográfica de su autoridad para recalificar el filme.

### Recomendaciones de la Corte hacia Chile
La Comisión recomendó a Chile que levantara la censura de la película cinematográfica “La última tentación de Cristo”, y que adoptara las disposiciones necesarias para adecuar su legislación interna a las disposiciones de la CADH, con el objetivo que los derechos y libertades tengan plena validez y aplicación en el Estado Parte.
El 15 de octubre de 1998 la Comisión transmite el informe al Estado de Chile, otorgándole 2 meses para cumplir con sus recomendaciones, quien finalmente no presenta información sobre el cumplimiento ni las cumplió. Hasta el año 2003 la emisión de dicha película no pudo darse.
Este pronunciamiento plantea que los criterios no evolucionan en el tiempo. En la práctica, con este precedente, la Corte se convierte en censor y con mayor poder porque cualquier película que apruebe el consejo podrá discutirse en los tribunales del estado chileno.[cita requerida]

## Personas que comparecieron ante la Corte[8]

### Por la Comisión Interamericana de Derechos Humanos
- Carlos Ayala Corao, delegado
- Manuel Velasco Clark, asesor
- Verónica Gómez, asesora
- Juan Pablo Olmedo Bustos, asistente
- Javier Ovalle Andrade, asistente
- Viviana Krsticevic, asistente
- Carmen Herrera, asistente

### Por el Estado de Chile
- Embajador Edmundo Vargas Carreño, agente
- Alejandro Salinas, asesor

### Como testigos propuestos por la Comisión Interamericana
- Ciro Colombara López
- Matías Insunza Tagle

### Como peritos propuestos por la Comisión Interamericana
- José Zalaquett Daher
- Humberto Nogueira Alcalá
- Juan Agustín Figueroa Yávar

### Como peritos convocados por la Corte Interamericana
- José Luis Cea Egaña
- Francisco Cumplido